# Roller shoes
 (octobre 2024).
Si vous disposez d'ouvrages ou d'articles de référence ou si vous connaissez des sites web de qualité traitant du thème abordé ici, merci de compléter l'article en donnant les références utiles à sa vérifiabilité et en les liant à la section « Notes et références ».

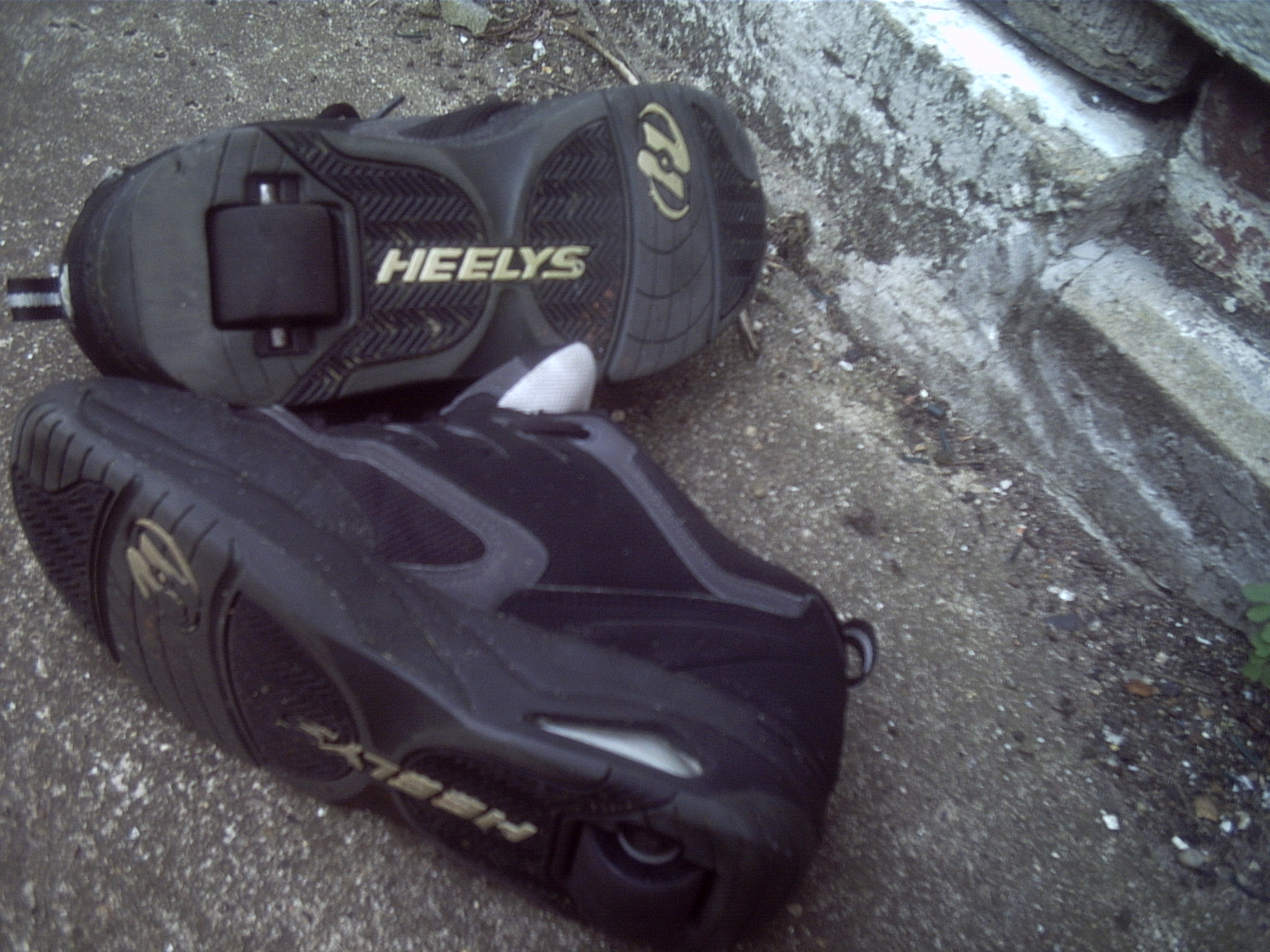
Paire de roller shoes de marque Heelys.

Les Roller shoes sont des baskets à roulette, avec une seule roue située sous le talon.
Heelys est la marque qui a « inventé » et breveté ce concept [Quand ?].
La roue est amovible. Tous les modèles permettent de marcher même avec la roue installée. La sensation est de marcher sur un talon rehaussé et de gagner quelques centimètres.

## Description
La roue amovible demande une pochette ou un petit sac pour la ranger lorsqu'elle est inutilisée. Sa manipulation se fait généralement avec un outil. Il faut ensuite placer un petit cache pour aveugler le logement de la roue. La roue est changeable. la plupart des fabricants proposent des roues ABEC 5 ou 7 dans leur catalogue.
Il existe d'autres modèles adaptables, qui permettent de transformer n'importe quelle chaussure en roller shoes.

## Utilisation
La pratique du roller shoes ou basket à roulette réside dans une recherche d'un équilibre inhabituel sur les talons. Cet équilibre s'apparente à celui des skieurs dans la poudreuse couplé avec le talent des patineurs à glace.[réf. souhaitée]

## Sécurité
Comme tous les patins, les roller shoes peuvent s'avérer dangereuses pour celui qui n'y est accoutumé. Les fabricants conseillent d'utiliser des protections, en particulier un casque, car l'utilisateur débutant, en position d'appui sur les talons, peut tomber en arrière. Les roller shoes sont certifiées CE au-dessus de l'âge de sept ans.